# Seiche (hydrodynamique)
 (juin 2018).
Pour les articles homonymes, voir Seiche.

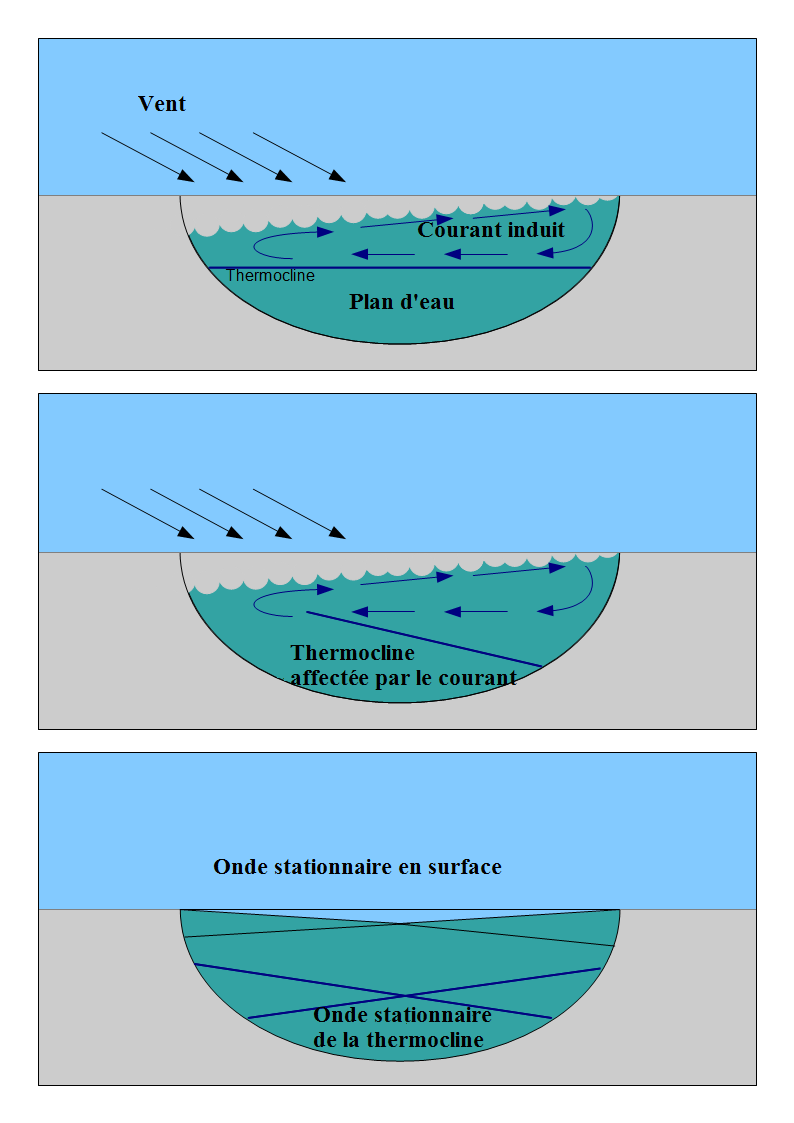
Description de l'initiation d'une seiche.

Une seiche est une oscillation de l'eau dans un bassin hydrique, de forme et de taille quelconques, provoquée par de petites secousses telluriques, par le vent ou par des variations de la pression atmosphérique. La période d'oscillation peut varier de quelques minutes à plusieurs heures.
En effet, en l'absence de force externe, la pesanteur stabilise la masse d'eau sur un plan d'eau tel qu'un lac. L'action d'une force extérieure poussant dans une direction met la masse en mouvement et produit un déséquilibre qui se traduit par une oscillation. Celle-ci peut devenir une onde stationnaire si les conditions sont favorables. L’amortissement étant souvent faible, les oscillations libres peuvent se perpétuer longtemps après que la source de la perturbation a cessé ou, dans le cas d'oscillations entretenues, atteindre des amplitudes importantes par un phénomène de résonance.

## Mécanisme

Onde stationnaire (noir) qui est la somme de deux ondes se propageant dans des directions opposées (bleu et rouge).

Le mécanisme de ces oscillations propres s'explique en considérant un bassin allongé de section rectangulaire. Celui-ci peut être le siège d'ondes stationnaires de gravité qui effectuent des allers-retours dans la section. Pour qu'une onde stationnaire se maintienne, à l'amortissement près, il faut que l'aller-retour corresponde à un nombre entier de longueurs d'onde définies par leurs périodes et la profondeur (voir Vague), les modes propres étant d'autant moins importants que ce nombre entier est plus élevé.
Dans la nature, ce phénomène se produit généralement dans des bassins dont la profondeur est petite par rapport aux premières longueurs d'onde, ce qui a plusieurs conséquences. La première est que la masse d'eau est concernée dans toute sa profondeur. D'autre part, les excursions verticales sont plus faibles que les excursions horizontales. Enfin, la célérité se réduit pratiquement à la racine carrée du produit de la profondeur h par l'intensité g de la gravitation, d'où les périodes d'ordre n d'un bassin de largeur L :
À l'oscillation fondamentale obtenue pour n=1 correspond la seiche uninodale, la plus importante pratiquement. Celle-ci correspond à des élévations en opposition de phase sur les deux murs, le nœud sans mouvement vertical, mais avec le mouvement horizontal maximal, se trouvant au centre. Comme en musique (voir Onde sur une corde vibrante), il y a également des harmoniques munis de périodes sous-multiples de la période fondamentale.
Pour calculer les périodes propres d'un bassin de section constante mais de profondeur variable le long de celle-ci, il faut procéder à une intégration en fonction de la célérité variable. Lorsque le bassin a une forme quelconque, les phénomènes se compliquent mais il y a toujours, en théorie, un grand nombre de modes d'oscillations.

## Observations courantes
Le phénomène peut facilement être observé dans des réservoirs plus petits de la vie courante, tels que les seaux et bacs de liquides :
- un seau de forme arrondie favorise beaucoup moins l'apparition d'ondes stationnaires, mais si elle se produit elle n'est sensible qu'au centre et est amortie en périphérie car les ondes sont réfléchies par les bords dans toutes les directions, le seau rond débordera moins facilement lors de son transport, même s'il est presque plein ;
- un bac ou un plat de forme rectangulaire favorise la réflexion quasi totale des ondes sur les bords parallèles et la formation d'ondes stationnaires produisant une seiche : le bac d'eau déborde très facilement lors de son transport s'il a été rempli trop haut (laissant une hauteur non remplie inférieure à l'amplitude de la seiche).

Cette même forme rectangulaire de conteneur favorise également apparition de la gîte (onde non stationnaire) qui peut être également dangereux et irréversible si le bac est transporté et conduire au renversement ou retournement du véhicule transporteur en plus des débordements amplifiés par la seiche. La combinaison de la gîte et de la seiche constitue donc un danger pour le transport. On y remédie en insérant dans le conteneur des parois internes de réflexion des ondes dans d'autres directions non parallèles aux bordures extérieures et en arrondissant le conteneur (par exemple dans les bétonnières et citernes transportées par camion ou train).

## Types de seiches

### Lacs

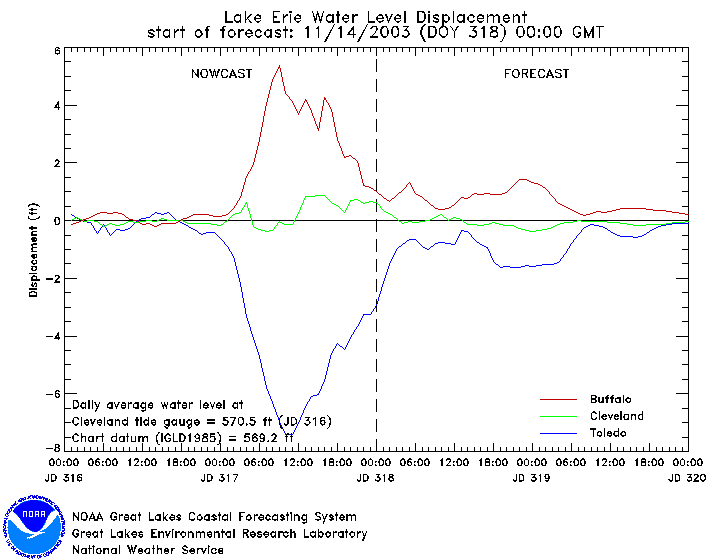
Différences du niveau des eaux causés par une seiche sur le lac Érié entre Buffalo (New York) (rouge) et Toledo (Ohio) (bleu) le 4 novembre 2003.

Il semble bien que le premier phénomène rapporté concerne l'un des deux types de seiches lémaniques observées sur le lac Léman, le mot seiche étant un terme local. À l'origine de celles-ci, on trouve un basculement de la masse d'eau sous l'effet du vent ou d'une dépression localisée. Lorsque cet effet cesse, le lac oscille à sa période fondamentale (de l'ordre d'une heure pour le Léman) jusqu'à ce que l'amortissement annule ces oscillations.
On a également observé de telles oscillations libres à la suite de séismes.

### Ports

#### Généralités
Des seiches se produisent également de manière fréquente dans certains ports mais, dans ce cas, le vent ou la sismicité sont rarement en cause. Ces oscillations correspondent à des résonances aiguës dont la période, caractéristique du port, varie entre quelques dizaines de secondes et quelques minutes. Le phénomène diffère aussi de ce qui se produit dans un lac en ce sens qu'il s'agit nécessairement d'un bassin ouvert dans lequel la résonance est d'autant plus aiguë que la passe est plus petite.
Leur principal inconvénient réside dans les mouvements horizontaux importants des bateaux associés par le phénomène de résonance peu amortie à des forces excitatrices faibles. Dans les ports où ces oscillations se produisent, il convient de prendre des précautions dans l'amarrage et dans les défenses des navires à quai.

#### Origine
La force excitatrice est créée par les vagues irrégulières. Celles-ci, comme les vagues régulières, ne peuvent être décrites que par des approximations. L'approximation linéaire dite du premier ordre, qui considère les vagues irrégulières comme des superpositions de vagues régulières indépendantes, est jugée assez précise pour la plupart des problèmes. Dans le cas présent les périodes des composantes qui ne dépassent pas de beaucoup la vingtaine de secondes sont généralement trop courtes pour exciter les périodes propres des ports.
Comme dans le cas de la dérive des navires amarrés en mer, pour obtenir une excitation basse fréquence il faut faire intervenir les petits termes quadratiques du second ordre qui contiennent des produits de composantes des vagues. Selon une formule classique de la trigonométrie le produit de deux composantes crée une composante dont la fréquence est égale à la différence des fréquences du premier ordre et peut donc exciter la résonance du port. Le carré d'une composante est à l'origine d'un terme constant de dérive ici sans intérêt de même que la « très haute fréquence » associée aux sommes de fréquences.
Alors que les forces du premier ordre sont associées aux fluctuations des vagues les forces du deuxième ordre sont associées aux fluctuations de leur enveloppe, ce qui s'exprime en langage élémentaire en disant qu'elles sont associées aux trains de vagues.

#### Exemples

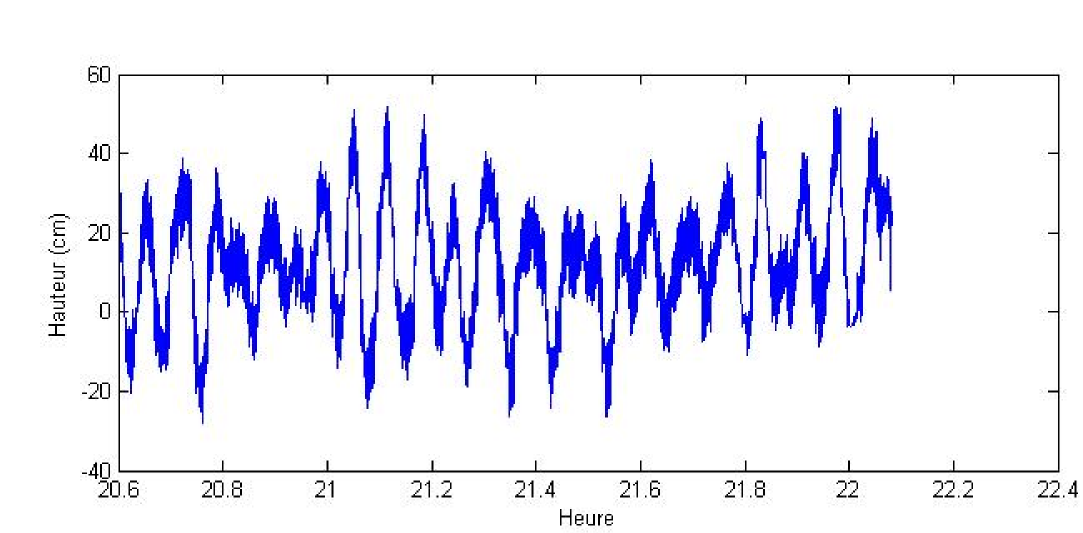
Variations de hauteur d'eau en fonction du temps, mesurée à Port-Tudy (Groix), enregistré par le SHOM le 16 janvier 2008.

Sur les côtes de France métropolitaine, les plus fortes seiches sont observées à Port-Tudy, sur l'île de Groix, avec des hauteurs de seiche qui peuvent atteindre les 2 m, et des périodes proches de quatre minutes. Dans ce cas la cause probable est effectivement la génération d'ondes longues par la houle de l'Atlantique, de telle sorte que l'amplitude de la seiche est à peu près proportionnelle à un facteur {\displaystyle T_{m0,-1}{\sqrt {gH_{s}}}}  où {\displaystyle H_{s}} et {\displaystyle T_{m0,-1}} sont les hauteur significative et période moyenne de l'état de mer au sud de Groix. Les oscillations de hauteur ont des périodes proches de quatre minutes. De ce fait le port est fermé plusieurs fois par an.
Des seiches sont également observées dans les ports de Dieppe, Dunkerque, Royan, Cherbourg, Brest, Sète, Marseille, Bayonne et du Conquet.
Le phénomène de seiche peut amplifier les effets des tsunamis, comme dans la baie de Hilo à Hawaï.

### Golfes
Les oscillations observées dans des ports se produisent à plus grande échelle dans des golfes. L'excitation provient alors de la marée qui présente la particularité de posséder, en fonction des mouvements de la Lune et du Soleil, diverses périodes bien déterminées. La proximité entre une période propre d'un golfe donné et celle d'une onde de marée particulière conditionne l'amplification, parfois spectaculaire, du marnage sur certains sites.
Ainsi, dans la baie de Fundy au Canada, celui-ci peut dépasser 15 m. C'est lié au fait que la période du fondamental de la baie est de 13 h environ, donc proche de la période de l'onde lunaire semidiurne (12 h environ). À plus petite échelle, dans la mer Méditerranée « sans marées », le golfe de Gabès (Tunisie) présente des marnages qui avoisinent 2 m.